# Moviment d'Alliberament de les Dones
El Moviment d'Alliberament de les Dones (en francès: Mouvement de Libération des Femmes, MLF) fou un moviment feminista nascut a França l'any 1970.
En un primer moment fou la premsa que el batejà com a "moviment d'alliberament de la dona" en referència al Women's Lib estatunidenc. El 26 d'agost de 1970 un grup compost per joves dones diposità una corona de flors sobre la tomba del soldat desconegut a l'Arc de Triomf de l'Étoile, a París, amb una cinta que deia: encara hi ha algú més desconegut que el soldat: la seva dona.
En un segon moment, diversos grups i grupuscles que formaren part de la renovació generacional de la lluita de les dones es van reconèixer en aquest nom i se l'apropiaren fent-lo plural pel seu rebuig a les representacions reductores: el "Moviment d'Alliberament de la Dona" es transformà en el "Moviment d'Alliberament de les Dones".
Al maig de 1972, en el Dia de la Mare, unes dues-centes dones vestides de nena van marxar per l'Avinguda dels Camps Elisis de París darrere de la Mare, una figuració trista i sacrificada, sota la consigna: festejada un dia, explotada tot l'any.